# أطعمة مسموحة في اليهودية
الأطعِمة المُباحة في الشَّريعة اليهوديَّة أو طعام كوشر (بالإنجليزيَّة: Kosher أو Kosher Foods) هي الأطعمة التي تتوافق مع اللوائح الغذائية حسب العقيدة اليهوديَّة وفقًا لقوانين كشروت. تنطبق قوانين كشروت على الأغذية المشتقة من الكائنات الحية، وتقتصر أطعمة الكوشر على أنواع معينة من الثدييات والطيور والأسماك التي تستوفي معايير محددة. إن لحم أي حيوان لا يستوفي هذه المعايير اليهوديَّة محظور لليهود بموجب قوانين النظام الغذائي. علاوة على ذلك، يجب ذبح الثدييات والطيور الكوشيرية وفقًا لعملية تعرف باسم سيشيتا، ولا يجوز استهلاك دمائها مطلقًا ويجب إزالتها من اللحوم عن طريق عملية التمليح والنقع في الماء حتى يُسمح باستخدام اللحوم. جميع المنتجات النباتية، بما في ذلك الفواكه والخضروات والحبوب والأعشاب والتوابل، هي في جوهرها مسموحة، على الرغم من أن بعض المنتجات المزروعة في إسرائيل تخضع لمتطلبات أخرى، مثل العشور، قبل أن يتم استهلاكها.
يميز طعام الكوشر أيضًا بين اللحوم ومنتجات الألبان. يٌقصد بمنتجات اللحوم هي تلك التي تحتوي أو تحتوي على اللحم المسموح تناوله، أو اللحم الكوشر، مثل لحم البقر أو لحم الضأن أو لحم الغزال، أو دواجن مثل الدجاج أو الأوز أو البط أو الديك الرومي، أو مشتقات اللحوم، مثل الجيلاتين الحيواني ؛ تعتبر المنتجات غير الحيوانية التي تتم معالجتها على المعدات المستخدمة للحوم أو المنتجات المشتقة من اللحوم تنتمي أيضًا إلى هذه الفئة. منتجات الألبان هي تلك التي تحتوي على الحليب أو أي من مشتقاته مثل الزبدة أو الجبن. تعتبر المنتجات غير الألبانية التي تتم معالجتها على المعدات المستخدمة في الحليب أو المنتجات المشتقة من الحليب تنتمي أيضًا إلى هذه الفئة. وبسبب هذا التصنيف، لا يتم الجمع بين اللحوم والحليب أو مشتقاتهما في أطعمة الكوشر، ويتم استخدام معدات منفصلة لتخزين وإعداد الأطعمة التي تعتمد على اللحوم والأطعمة التي تعتمد على منتجات الألبان من أجل اعتبار الطعام مسموحًا.
فئة أخرى من طعام الكوشر تسمى باريف (بالإنجليزيَّة: Pareve) وهي التي لا تحتوي على اللحوم أو الحليب أو مشتقاتها. وهي تشمل الأطعمة مثل الأسماك وبيض الطيور المسموح بها والمنتجات الزراعيَّة مثل الحبوب والفواكه وغيرها من النباتات الصالحة للأكل. فقط إن كانت سليمة، أي إن لم يتم خلطها أو معالجتها باستخدام المعدات المستخدمة في صناعة اللحوم أو منتجات الألبان.
بسبب تعقيدات المعالجة الغذائية في العصر الحديث، تقوم وكالات الكشروت بالإشراف أو التفتيش على إنتاج أطعمة الكوشر وتقديم شهادة تسمى هشير للتحقق لمستهلكي طعام الكوشر من أنه تم إنتاجه وفقًا للقانون اليهودي.

## أصل التسمية
القانون الغذائي اليهودي أو أطعمة الكوشر هو مشتق في المقام الأول من سفر اللاويين 11 وسفر التثنية 14: 1-21. تُسمى الأطعمة التي يمكن استهلاكها وفقًا للقانون الديني اليهودي كوشر ( /ˈkoʊʃər/ الإنجليزية، من النطق الأشكنازي للمصطلح العبري كاشر (כָּשֵׁר، وتعني "صالح" (باليديشية: טרײף)‏ وهي مشتقة من (بالعبرية: טְרֵפָה‏) وتعني "ممزقة".

## الحيوانات المسموحة والمحرمة
تسمح التوراة اليهوديَّة بأكل الحيوانات البرية التي تجتر ولها حوافر مشقوقة فقط. تم تحديد أربعة حيوانات، وهي الأرنب والوبر والجمل والخنزير ، على وجه التحديد على أنها محرمة لأنها تمتلك واحدة فقط من الخصائص المذكورة أعلاه: الأرنب والوبر والجمل هي حيوانات تخمر الأمعاء الخلفية وتمضغ تجتر ولكن ليس لها حوافر مشقوقة، بينما الخنزير له حافر مشقوق ولكنه لا يمضغ.
تذكر التوراة الكائنات المُجنحة التي لا يجوز أكلها، وخاصة الطيور الجارحة، والطيور المائية الآكلة للأسماك، والخفافيش. يمكن تناول بعض الطيور الداجنة في المُقابل، مثل الدجاج، والإوز، والسمان، والحمام، والديك الرومي.
تسمح التوراة بأكل الأسماك التي لها زعانف وقشور فقط. لا تُعتبر سمكة الكواحة من الأطعمة المسموحة. للامتثال لمتطلبات الكوشير، يجب أن تحتوي السمكة على زعانف وقشور يمكن فصلها بسهولة؛ من الصعب للغاية إزالة قشور سمك الحفش، وبالتالي فهي غير موافق للشريعة اليهودية. تشمل المأكولات البحرية الأخرى التي تعتبر كشروت مثل المحار والمحار وسرطان البحر والروبيان. هناك أيضًا خطر تلوث منتجات مثل الأعشاب البحرية وعشب البحر بالقشريات المجهرية غير اليهودية.
حرمت التوراة نوعين من الشيريت وهي الأطعمة الغريبة:
- زواحف الأرض، على سبيل المثال الفأر والسحلية.
- الزواحف الطائرة، مع أربعة استثناءات: نوعان من الجراد، والصرصور، والجندب (تختلف ترجمات أسماء الأنواع).

## منتجات حيوانية
بالإضافة إلى اللحوم، تم حظر منتجات الأنواع المحرمة ومن الحيوانات غير الصحية من قبل كتاب التلمود. يشمل ذلك البيض (بما في ذلك بطارخ السمك)، بالإضافة إلى المنتجات المشتقة مثل الهلام. ولكنه لا يشمل المواد "التي تصنعها" أو "تجمعها" الحيوانات فقط، مثل العسل (على الرغم من أنه في حالة والعسل من حيوانات غير النحل، كان فيه خلاف بين القدماء).
وفقًا للكتاب الحاخاميين، فإن بيض الحيوانات النقية سيكون دائمًا منتفخًا ("مدببًا") من جهة ومفلطحًا ("مستديرًا") من الطرف الآخر، مما يساعد على تقليل عدم اليقين بشأن ما إذا كان الاستهلاك مسموحًا به أم لا.

### منتجات الألبان
يشير الكتاب الحاخاميون التقليديُّون إلى أن حليب الحيوان الذي يكون لحمه حلالًا هو أيضًا حلال. نظرًا لأن الحيوانات تعتبر غير حلال إذا تم اكتشاف إصابتها بالمرض بعد ذبحها، فإن هذا قد يجعل حليبها غير حلال بأثر رجعي.
ومع ذلك، من خلال الالتزام بالمبدأ القائل بأن حالة الأغلبية تبطل الاستثناء، يستمر التقليد اليهودي في اعتبار هذا الحليب كوشرًا، لأنه من الصحيح إحصائيًا أن معظم الحيوانات المنتجة لهذا الحليب هي كوشير؛ ولا ينطبق نفس المبدأ على إمكانية تناول لحم حيوان لم يتم فحصه للتأكد من عدم إصابته بالمرض.
يُجادل الحاخام هيرشيل شاشتر أنه مع معدات مزارع الألبان الحديثة، يتم دائمًا خلط الحليب من أقلية الأبقار غير اليهودية مع حليب غالبية الأبقار الكوشر، مما يبطل جواز استهلاك الحليب من عملية ألبان كبيرة. ومع ذلك، فإن العديد من كبار الحاخامات يحكمون بجواز الحليب، كما تفعل سلطات الكشروت الكبرى.

#### حليب الثدي البشري
شرب حليب الثدي من المرأة مسموح به. ومع ذلك، تؤكد السُّلطات المسؤولة عن الطعام اليهودي، بأنه لا يجوز استهلاك حليب الثدي مباشرة من الثدي إلا من قبل الأطفال الذين تقل أعمارهم عن أربع سنوات (خمسة إذا كان الطفل مريضًا)، ولا يسمح للأطفال الأكبر من عامين بمواصلة الرضاعة إلا إذا لم يتوقفوا عن الفطام لأكثر من ثلاثة أيام متتالية.

### الجبنة
إن وضع الجبن معقد لأن الجبن الصلب غالبا ما يحتوي على المنفحة، وهو إنزيم يقسم الحليب إلى خثارة ومصل اللبن.
يتم اشتقاق العديد من أشكال المنفحة من بطانات معدة الحيوانات، ولكن منذ التسعينيات، غالبًا ما يتم تصنيع المنفحة في الميكروبات لأنه يمكن إنتاجها بكفاءة أكبر، (على الرغم من أن العديد من أنواع الجبن والأجبان الحرفية المصنوعة في أوروبا لا تزال تستخدم المنفحة الحيوانية).
ونظرًا لأن المنفحة يمكن أن تكون مشتقة من الحيوانات، فمن المحتمل أن تكون غير موافق للشريعة اليهودية. المنفحة المصنوعة بشكل مؤتلف، أو من معدة حيوانات الكوشير، إذا تم ذبحها وفقًا لقوانين الكشروت ، يمكن أن تكون كوشير. الجبن المصنوع من المنفحة المشتقة من النباتات يمكن أن يكون كوشير أيضًا. تشترط العديد من السلطات أن تتبع عملية صنع الجبن ضوابط معينة لتكون حلالًا.
وفقًا للمُصنف اليهودي شولحان عاروخ، يحظر المرسوم الحاخامي (المسمى جيفينات آكوم) جميع أنواع الجبن التي يصنعها غير اليهود دون إشراف يهودي، حتى لو كانت مكوناتها كلها مُباحة حسب الشريعة اليهوديَّة، لأنه في كثير من الأحيان تكون المنفحة الموجودة في الجبن ليست حلالًا. اقترح الحاخام رابينو تام، وبعض الجاؤُونيم، أن هذا المرسوم لا ينطبق في مكان يُصنع فيه الجبن عادةً بمكونات الكوشر فقط، وهو الموقف الذي كان يُمارس في المجتمعات في أربونة، وإيطاليا.
العديد من سُلطات اليهود الأرثوذكس المعاصرة لا تتبع هذا الحكم، وترى أن الجبن يتطلب شهادة رسمية من الكشروت ليكون الطعام مُباحًا أو كوشرًا؛ حتى أن البعض يجادل بأن هذا ضروري للجبن المصنوع من المنفحة غير الحيوانية. ومع ذلك، فإن البعض مثل الحاخام جوزيف سولوفيتشيك يتناول أجبانًا عامة دون شهادة يهوديَّة. سمح الحاخام الأمريكي إسحاق كلاين باستخدام الجبن المصنوع من منفحة لا ينطبق عليها معايير الشريعة اليهوديَّة، ويمارس هذا على نطاق واسع من قبل اليهود المحافظين المتدينين والمؤسسات المحافظة.

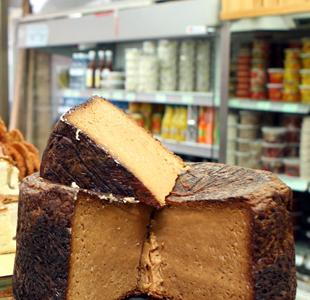
كوجل القدس مصنوع من نودلز البيض والسكر المكرمل والفلفل الأسود.

### الجيلاتين

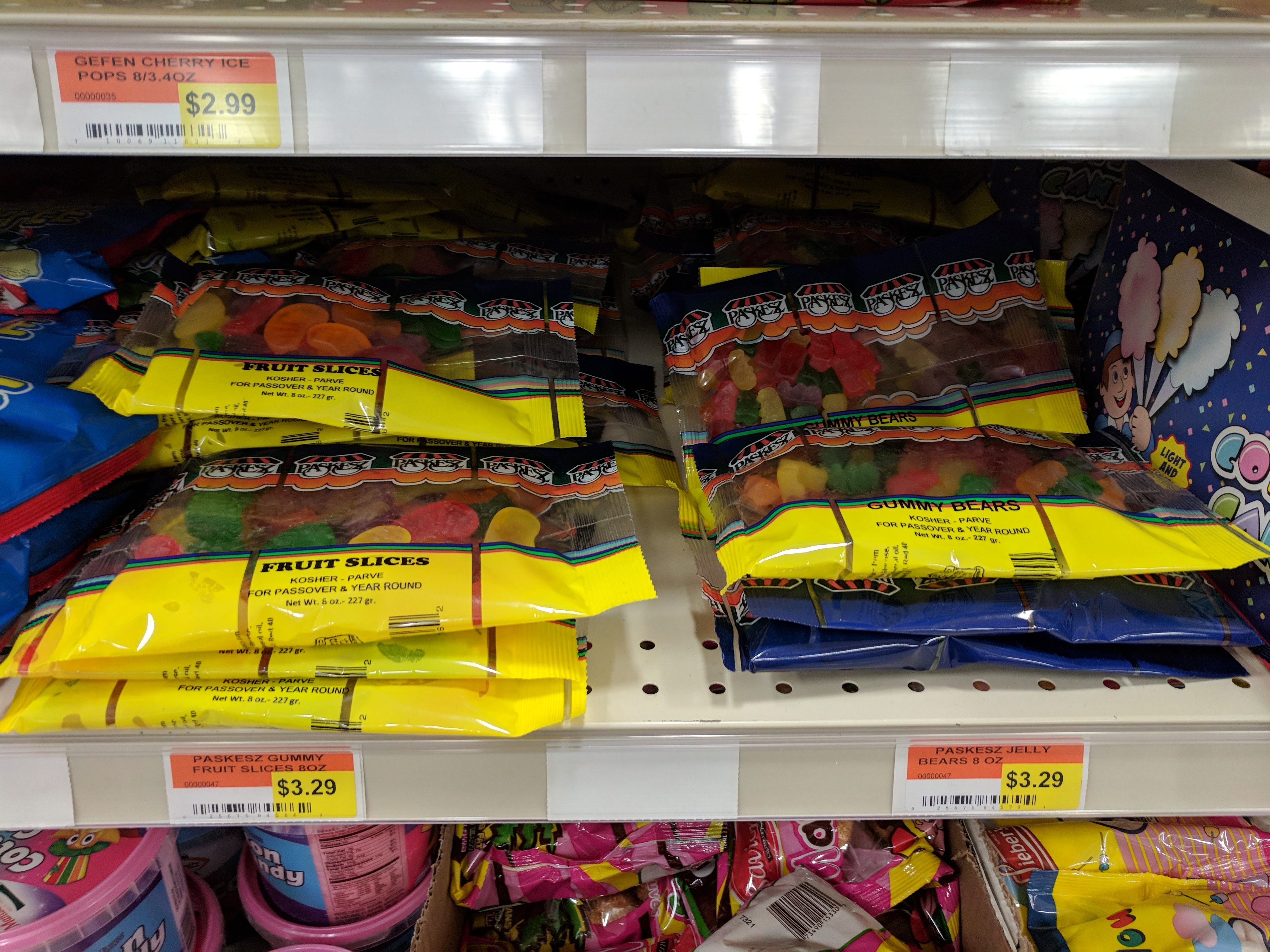
الدببة الصمغية موافق للشريعة اليهودية

الجيلاتين هو كولاجين مُتحلل، وهو البروتين الرئيسي في الأنسجة الضامَّة الحيوانية، وبالتالي يمكن أن يأتي من مصدر حلالًا، مثل جلد الخنزير. كان الجيلاتين تاريخيًا مصدرًا بارزًا للغراء، حيث وجد استخدامات من الآلات الموسيقية إلى التطريز، وهو أحد المستحلبات التاريخية الرئيسية المستخدمة في مستحضرات التجميل وفي الأفلام الفوتوغرافية، والطلاء الرئيسي المعطى لحبوب الكبسولات الطبية، وشكل من أشكال الطعام بما في ذلك الهلام والترايفل والمارشميلو؛ وبالتالي فإن وضع الجيلاتين في الكشروت هو مثير للجدل إلى حد ما.

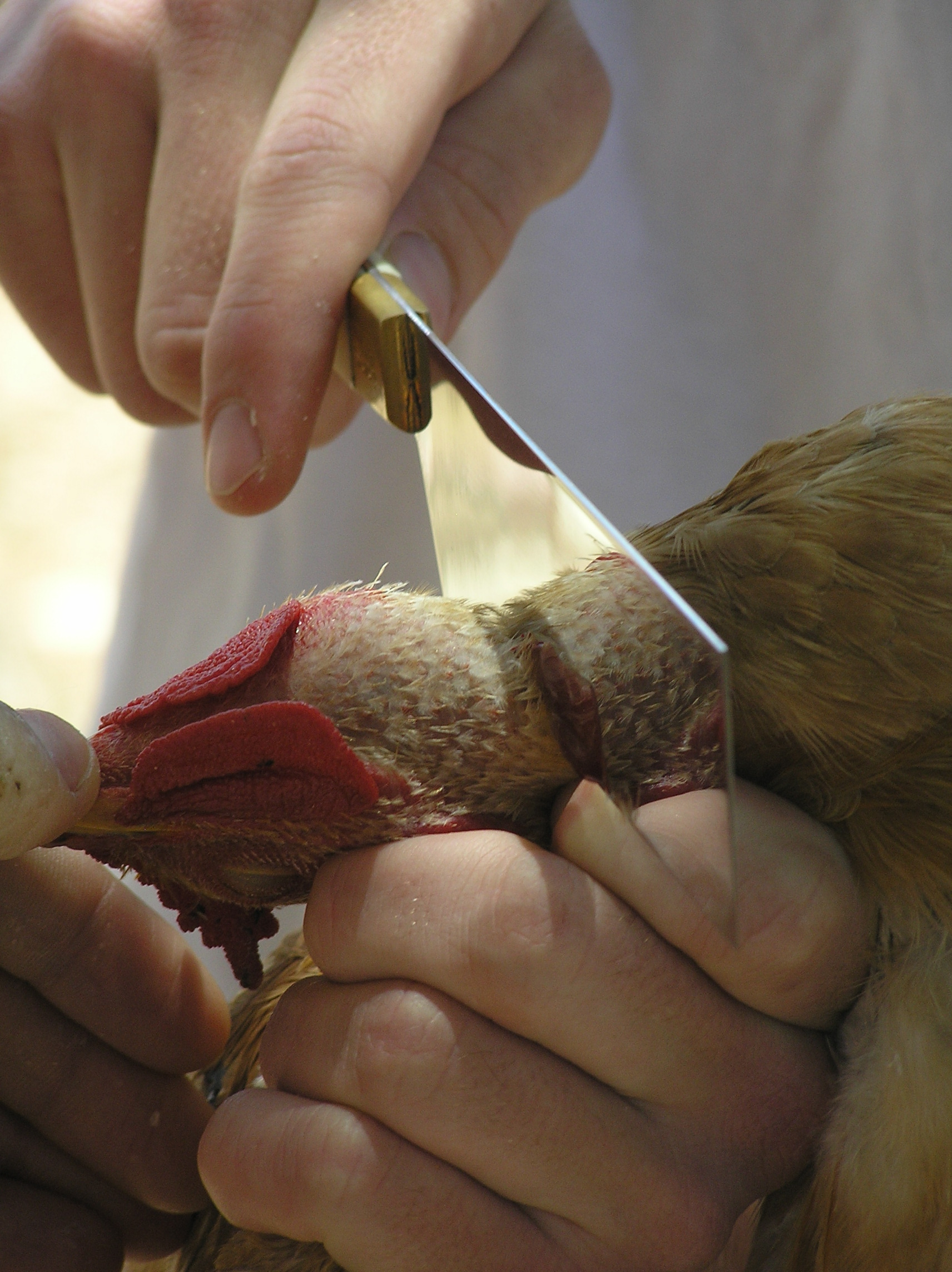
ذبح دجاجة حسب معايير الكوشر اليهوديَّة.

### الأجزاء المحرمة من الحيوان المذبوح
نظرًا لأنه يجب إزالة الدهون المحظورة والأوتار والأوعية الدموية والعصب الوركي، وهو أمر أكثر صعوبة في الأرباع الخلفية، فغالبًا ما تتوفر قطع اللحم فقط من الأرباع الأمامية.
يحرم سفر اللاويين أكل أنواع معينة من الشحم (والذي يُسميها الشيلف) من حيوانات الأرض (مثل البقر، الأغنام، والماعز)، لأن الشحم هو جزء من اللحم المخصص للرب حصريًا (عن طريق حرقه على المذبح).

#### الدماء
أحد قوانين الطعام الرئيسية في الكتاب المقدس يحظر استهلاك الدم بسبب "الحياة [التي تكون] في الدم". تم ذكر هذا النهي والسبب في الشرائع النوحية، ومرتين في سفر اللاويين، وكذلك في سفر التثنية.
جادل الحاخامات الأصوليُّون بأنه فقط إذا كان من المستحيل إزالة كل قطرة دم، فإن حظر استهلاك الدم يكون غير عملي، ويجب أن تكون هناك استثناءات نادرة.
وزعموا أن أكل الدم الذي بقي في داخل اللحم (خلافاً للدم الذي على سطحه أو يقطر منه أو الموجود في العروق) يجب أن يكون مباحاً وأنه يجوز أكل دماء الأسماك والجراد أيضاً.

## إعداد الطعام من قبل غير اليهود

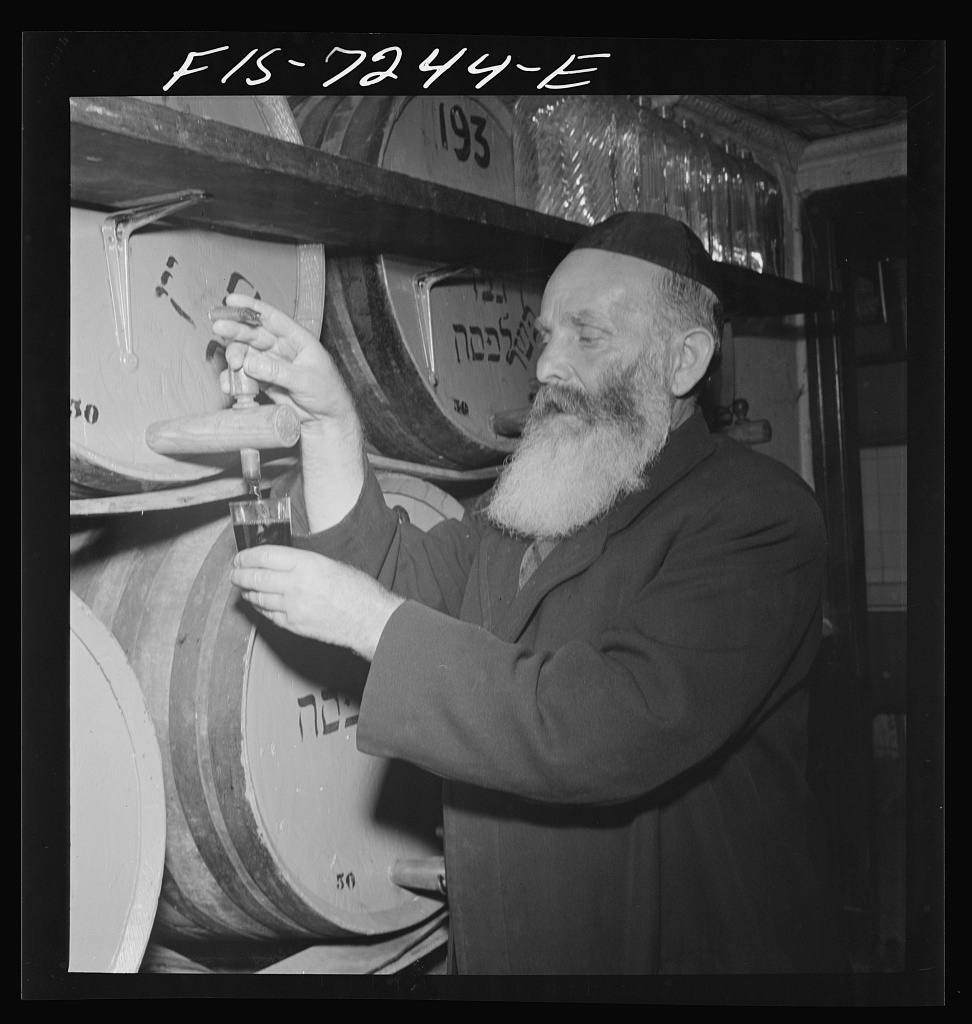
حاخام في متجر نبيذ كشروت

يحظر الحاخامات التقليديُّون أي قطعة من الطعام كانت مكرسة لصنم أو تم استخدامها في خدمة صنم.
ونظرًا لأن التلمود ينظر إلى جميع غير اليهود على أنهم وثنيون أو مُشركون، وينظر إلى الزواج المختلط بخوف، فقد أدرج ضمن هذا الحظر أي طعام تم طهيه أو إعداده بالكامل بواسطة غير اليهود. (الخبز الذي يبيعه خباز غير يهودي لم يكن متضمنًا في الحظر.) وبالمثل، يعتقد عدد من الكتاب اليهود أن الطعام المجهز لليهود من قبل خدم غير يهود لن يعد من قبل مُشركون، على الرغم من أن هذا الرأي كان عارضه الحاخام يعقوب بن أشير.
وبالتالي، يفرض اليهود الأرثوذكس أن النبيذ وبعض الأطعمة المطبوخة وأحيانًا منتجات الألبان، يجب أن يتم تحضيرها من قبل اليهود فقط.
إن الحظر المفروض على شرب النبيذ غير اليهودي، والذي يُطلق عليه تقليديًا yayin nesekh (يعني حرفيًا "نبيذ لتقديمه [للإله]")، ليس مطلقًا بالمعنى المفروض. أما النبيذ المطبوخ (بالعبرية:יין מבושל yayin mevushal)، أي النبيذ الذي تم تسخينه، يعتبر صالحًا للشرب على أساس أن النبيذ الساخن لم يستخدم تاريخيًا كإراقة دينية، وبالتالي، غالبًا ما يتم تحضير نبيذ الكوشر بواسطة اليهود ثم يتم بسترته، وبعد ذلك يمكن لغير اليهود التعامل معه وإكمال تحضيره.
يشير بعض اليهود إلى هذه الأطعمة المحظورة باسم آكوم، وهو اختصار لـ أوفد كوهافيم أو مازالوث (وتعني "عبدة النجوم والكواكب (أو دائرة البروج)". وبالتالي فإن أكوم هو إشارة إلى الأنشطة التي يعتبرها هؤلاء اليهود عبادة أصنام، وفي العديد من الأعمال الهامة للأدب اليهودي ما بعد الكلاسيكي، مثل شولحان عاروخ، تم تطبيقه على المسيحيين على وجه الخصوص.
ومع ذلك، كان هناك عدد من الحاخامات التقليديُّون الذين رفضوا معاملة المسيحيين على أنهم عبدة أوثان، وبالتالي اعتبروا الأطعمة التي كانوا يصنعونها حلالًا.[بحاجة لمصدر]
بينما تقف اليهودية المحافظة في موقف أكثر تساهلاً. ففي الستينيات، أصدر الحاخام سيلفرمان جوابًا شرعيًا، تمت الموافقة عليه رسميًا من قبل لجنة القانون والمعايير اليهودية، حيث وصف أن النبيذ المصنوع بعملية آلية لم يكن "مصنعًا من قبل الأُمميُّون"، وبالتالي سيكون حلالًا.
صدر رد لاحق لليهودية المحافظة من قبل الحاخام دورف الذي جادل استنادًا إلى السوابق في ردود القرن الخامس عشر إلى القرن التاسع عشر، أن العديد من الأطعمة، مثل القمح والمنتجات النفطية، والتي كانت محظورة في السابق عندما ينتجها غير اليهود، تم إعلانها في النهاية حلال. وعلى هذا الأساس استنتج أن منتجات النبيذ والعنب التي ينتجها غير اليهود ستكون مسموحة.

## روابط خارجية
- القواعد الدينية: قوانين اليهودية المتعلقة بالطعام
- Aish.com: أبجديات الشريعة اليهودية
- Chabad.org: موافق للشريعة اليهودية - الأكل اليهودي
- Kashrut.com: مصدر معلومات الكوشير الأول على الإنترنت
- شهادة OU موافق للشريعة اليهودية
- موافق موافق للشريعة اليهودية شهادة
- Yeshiva.co: ما هو موافق للشريعة اليهودية؟